# Nullmatrix
Eine Nullmatrix ist in der linearen Algebra eine reelle oder komplexe Matrix, deren Einträge alle gleich der Zahl Null sind. Allgemeiner heißt eine Matrix über einem Körper oder Ring Nullmatrix, wenn alle Matrixelemente dem neutralen Element der Addition in dem Körper oder Ring entsprechen. Die Nullmatrix repräsentiert die Nullabbildung zwischen endlichdimensionalen Vektorräumen und ist selbst das neutrale Element im Vektorraum oder Ring der Matrizen. Die wichtigsten Kenngrößen einer Nullmatrix, wie Determinante, Spur und Rang, sind jeweils Null. Die transponierte, adjungierte oder komplementäre Matrix einer Nullmatrix ist wieder eine Nullmatrix.

## Definition
Ist {\displaystyle R} ein Ring mit Nullelement {\displaystyle 0}, dann ist die Nullmatrix {\displaystyle 0_{mn}\in R^{m\times n}} definiert als
{\displaystyle 0_{mn}={\begin{pmatrix}0&\cdots &0\\\vdots &\ddots &\vdots \\0&\cdots &0\end{pmatrix}}}.
Die Einträge einer Nullmatrix sind demnach alle gleich dem Nullelement des Rings. Die Nullmatrix wird, sofern ihre Dimension keine Rolle spielt und keine Verwechslungsmöglichkeiten bestehen, einfach ebenfalls durch {\displaystyle 0} oder {\displaystyle \mathbf {0} } notiert. Eine Matrix ohne Inhalt, bei der also die Zahl der Zeilen oder der Spalten gleich null ist, wird „leere Matrix“ genannt. Eine solche Matrix ist stets eine Nullmatrix und, falls quadratisch, zugleich Einheitsmatrix.

## Beispiele
Ist {\displaystyle R} der Körper der reellen Zahlen und bezeichnet {\displaystyle 0} die Zahl Null, so sind Beispiele für Nullmatrizen:
{\displaystyle 0_{0,0}={\begin{pmatrix}\end{pmatrix}},0_{1,1}={\begin{pmatrix}0\end{pmatrix}},0_{2,2}={\begin{pmatrix}0&0\\0&0\end{pmatrix}},0_{3,4}={\begin{pmatrix}0&0&0&0\\0&0&0&0\\0&0&0&0\\\end{pmatrix}}}

## Eigenschaften

### Neutralität
Zwischen zwei endlichdimensionalen Vektorräumen über dem gleichen Körper repräsentiert die Nullmatrix die Nullabbildung, also die lineare Abbildung, die alle Vektoren auf den Nullvektor abbildet. Ist {\displaystyle 0_{m}\in K^{m}} der Nullvektor des Zielraums, dann gilt für alle Vektoren {\displaystyle x\in K^{n}}
{\displaystyle 0_{mn}\cdot x=0_{m}}.
Im Vektorraum der Matrizen stellt die Nullmatrix selbst den Nullvektor bezüglich der Matrizenaddition dar, das heißt, es gilt für alle Matrizen {\displaystyle A\in K^{m\times n}}
{\displaystyle 0_{mn}+A=A+0_{mn}=A}.

### Absorbierendes Element
Im Matrizenring entspricht die Nullmatrix dem Nullelement und die Einheitsmatrix dem Einselement. Bezüglich der Matrizenmultiplikation wirkt die Nullmatrix als absorbierendes Element, denn für alle Matrizen {\displaystyle A\in K^{n\times n}} gilt
{\displaystyle 0_{nn}\cdot A=A\cdot 0_{nn}=0_{nn}}.
Eine {\displaystyle n\times n}-Nullmatrix besitzt demnach für {\displaystyle n>0} keine (multiplikative) Inverse, denn das Produkt aus der Nullmatrix mit einer beliebigen Matrix kann nicht die Einheitsmatrix ergeben. Der Ring der quadratischen Matrizen ist auch nicht nullteilerfrei, denn aus {\displaystyle A\cdot B=0_{nn}} folgt nicht notwendigerweise {\displaystyle A=0_{nn}} oder {\displaystyle B=0_{nn}}.

### Kenngrößen
Für die Determinante einer quadratischen Nullmatrix gilt
{\displaystyle \operatorname {det} (0_{nn})={\begin{cases}1&n=0\\0&n>0.\end{cases}}}
Für die Spur einer quadratischen Nullmatrix gilt
{\displaystyle \operatorname {spur} (0_{nn})=0}.
Für den Rang einer Nullmatrix über einem Körper gilt ebenfalls
{\displaystyle \operatorname {rang} (0_{mn})=0},
wobei Nullmatrizen die einzigen Matrizen mit Rang null sind. Das charakteristische Polynom einer quadratischen Nullmatrix über einem Körper hat die Form
{\displaystyle \chi (\lambda )=\lambda ^{n}}.
Damit ist der einzige Eigenwert {\displaystyle 0} und der zugehörige Eigenraum der ganze Raum. Eine quadratische Nullmatrix über den reellen oder komplexen Zahlen ist sowohl positiv semidefinit, als auch negativ semidefinit.

### Abbildungen
Jede Nullmatrix kann als das dyadische Produkt zweier Nullvektoren entsprechender Länge dargestellt werden, also
{\displaystyle 0_{mn}=0_{m}\otimes 0_{n}}.
Die transponierte Matrix, adjungierte Matrix oder komplementäre Matrix einer Nullmatrix ist wieder eine Nullmatrix, bei der lediglich die Dimensionen vertauscht sind:
{\displaystyle (0_{mn})^{T}=(0_{mn})^{H}=0_{nm}}   und   {\displaystyle \operatorname {adj} (0_{nn})=0_{nn}}.
Das Matrixexponential einer reellen oder komplexen quadratischen Nullmatrix ist die Einheitsmatrix {\displaystyle I} gleicher Größe, kurz
{\displaystyle e^{0}=I}.